# 曳馬野駅
曳馬野駅（ひくまのえき）は、静岡県浜松市（現・中央区）初生町にあった遠州鉄道奥山線の駅（廃駅）である。奥山線の廃線に伴い1964年（昭和39年）11月1日に廃駅となった。

## 歴史
中部97部隊の軍事用駅として開業した。

### 年表
- 1939年（昭和14年）4月1日：浜松鉄道追分駅 - 三方原駅間に廠舎口駅（しょうしゃぐちえき）として新設開業[2][3]。
- 1940年（昭和15年）9月：曳馬野駅に改称[3]。
- 1947年（昭和22年）5月1日：浜松鉄道が遠州鉄道と合併。それに伴い遠州鉄道奥山線の駅となる[4][3]。
- 1950年（昭和25年）4月26日：東田町駅 - 当駅間電化営業開始。それに伴い電化区間と非電化区間の境界の駅となる[3][5]。
- 1964年（昭和39年）11月1日：奥山線の廃線に伴い廃止となる[4][2][3]。

## 駅構造
廃止時点で島式ホーム1面2線を有する地上駅で、列車交換可能な交換駅であった。奥山線の電化区間の終点で、上下本線に架線を有しており駅舎側（東側）が上り線、駅舎と反対側（西側）が下り線となっていた。そのほか上下本線各々に機回し線を有し、西側（下り線）の機回し線は途中から南に分岐する行き止りの側線を1線、東側（上り線）の機回し線も途中から分岐し南に分岐し南側の末端部分に車庫を有する行き止りの気動車用の車庫線を1線有していた。また、構内にある留置線には、ラッシュ時用の客車が留置されていた。転轍機は遠鉄浜松方、奥山方双方とも両開き分岐であった。奥山方は電化当初は気動車ではなく引き続き蒸気機関車で運行されていたため、電化後に当駅に大きな転車台が建設されたが、無煙化後に撤去された。
職員配置駅となっていた。駅舎は構内の北東側に位置しホーム北側を結んだ構内踏切で連絡した。
列車によっては電車及び気動車ともに増結車輌として客車を連結していたが、この増結の客車は遠鉄浜松駅から奥山駅まで通しで運行されており、当駅の機回し線を利用して電車 - 気動車の入れ換えを行い、反対方向の客車の先頭部分に連結した。乗客を乗せたまま転線することもあった。また気動車+客車+電車という編成になることもあったという。

## 駅周辺
- 国道257号[1]（金指街道）
- 浜松北郵便局 - 廃駅後に開局

## 駅跡
駅跡構内は遠州鉄道三方原営業所となり、バス転回場としても利用されていたが、1997年（平成9年）時点では遠鉄ストア（初生店）となっており、奥山線の痕跡は全くなくなっていた。2007年（平成19年）8月時点、2010年（平成22年）時点でも同様であったが、広大な駐車場の一角に「奥山線 曳馬野駅跡」と記載された碑と駅の説明が記載された看板が立てられていた。
また、1997年（平成9年）時点では、銭取駅跡附近から都田口駅跡附近まで、当駅跡附近を含む線路跡は拡幅され、自動車も通れる大きな市道に転用され、痕跡はなくなっていた。2007年（平成19年）8月時点、2010年（平成22年）時点でも同様であった。当駅跡から都田口駅跡附近までは、三方原台地を一直線に貫いていた。

## 隣の駅
遠州鉄道
奥山線
追分駅 - 曳馬野駅 - 三方原駅